# Dirtyloud
Dirtyloud é um projeto de música eletrônica formado pelo mineiro Marcus Vinícius Campos. Dirtyloud já figurou entre os mais baixados do Beatport e em 2011 foi o projeto de música eletrônica que mais vendeu discos do gênero no país.